# Meusebach (Adelsgeschlecht)

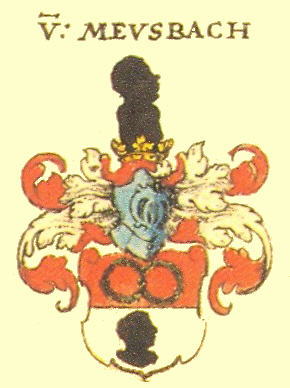
Wappen derer von Meusebach in Siebmachers Wappenbuch (1605)

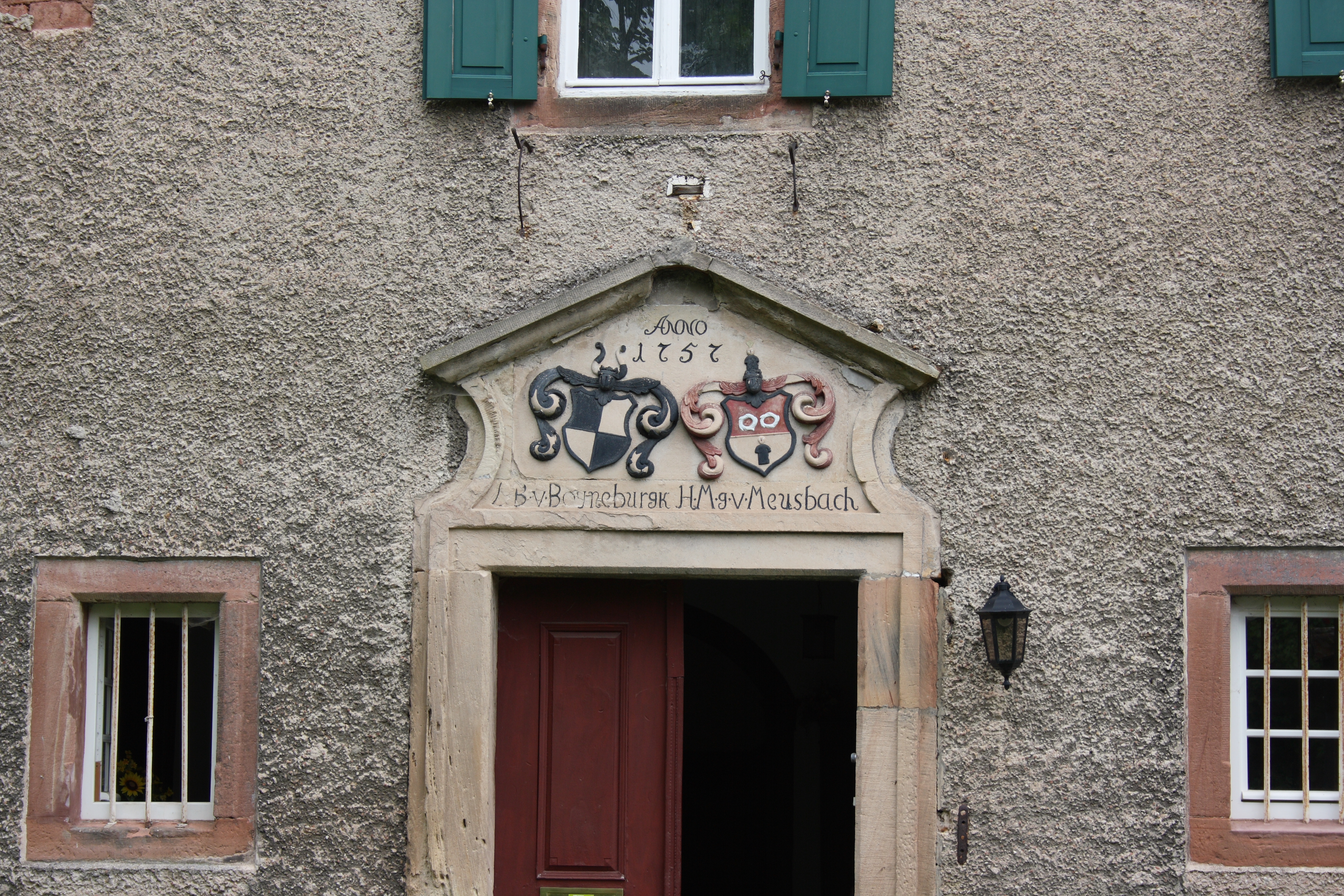
Allianzwappen derer von Meusbach und derer von Boyneburgk am Alten Boyneburger Schloss in Wichmannshausen

Die von Meusebach (auch: Meußbach oder genannt von Meusbach bzw. von Meuselbach) waren ein altritterliches meißnisch-thüringisches Adelsgeschlecht mit gleichnamigen Stammsitz Meusebach bei Jena.

## Geschichte
Die Familie wurde erstmals urkundlich 934 und der Ort 1354 als Muzilbach erwähnt. An der Stelle des heutigen Forsthauses befand sich früher die Stammburg der Familie, von der noch 1657 Reste vorhanden waren. Die Familie hatte das Erbamt des Befehlshabers des Amtes Roda (Sachsen-Gotha-Altenburg) inne.
Familiengüter befanden sich unter anderem auf Braunsdorf bei Triptis, Bremsnitz, Buttelstedt, Casekirchen, Ebersdorf, Eineborn, Ichstedt, Karlsdorf, Leislau, Lippersdorf-Erdmannsdorf, Mechelroda, Rattelsdorf, Schwerstedt, Tautendorf, Tröbnitz, Voigtstedt, Waltersdorf, Wenigenauma und Weißbach. Von 1496 bis 1530 besaß die Familie das Schloss Burgscheidungen als Lehen. 1543 gab die Familie ihren gleichnamigen Stammsitz auf und lebte auf ihren Gütern in Ottendorf und Tröbnitz.
1688 wurde für Johann Georg von Meusebach der Reichsfreiherrenstand bestätigt.

## Persönlichkeiten
- Christian Carl von Meusebach (1734–1802), Jurist und anhalt-zerbstischer Kammerrat
- Karl Hartwig Gregor von Meusebach (Pseudonyme: Alban; Markus Hüpfinsholz) (1781–1847), Jurist, Literaturwissenschaftler und Sammler
- Otfried Hans von Meusebach (1812–1897), preußischer Regierungsassessor, in den USA ab 1845 Farmer, Botaniker, Politiker und Senator

## Wappen
Blasonierung: „Der Schild ist von Rot und Silber geteilt. Oben nebeneinander zwei grüne Kränze, unten ein linksgekehrter Mohrenkopf. Der Helm ist gekrönt, woraus ein linksgekehrter Mohr wächst. Die Decken sind Rot Silber.“